# Вилађо Сант'Антонио
Вилађо Сант'Антонио је насеље у Италији у округу Катанија, региону Сицилија.
Према процени из 2011. у насељу је живело 209 становника. Насеље се налази на надморској висини од 381 м.